# Robert Büchel
Robert Büchel (* 16. Juni 1968) ist ein ehemaliger liechtensteinischer Skirennläufer.

## Biografie
Robert Büchel startete bei den Olympischen Winterspielen 1988 in Calgary in vier alpinen Skisportdisziplinen. Im Abfahrtsrennen belegte er den 39. und in der Alpinen Kombination den 20. Rang. Im Riesenslalom und im Super-G konnte er das Rennen nicht beenden.